# Dolichomitus diversicostae
Dolichomitus diversicostae är en stekelart som först beskrevs av Perkins 1943.  Dolichomitus diversicostae ingår i släktet Dolichomitus och familjen brokparasitsteklar. Arten är reproducerande i Sverige. Inga underarter finns listade i Catalogue of Life.